# محیط زیر آب
محیط زیر آب (انگلیسی: Underwater environment) محیطی است که در آن آب مایع در یک ویژگی طبیعی یا مصنوعی (به نام بدنه آب) مانند اقیانوس، دریا، دریاچه، برکه، مخزن، رودخانه، کانال یاآبخوان غوطه ور می‌شود. برخی از ویژگی‌های محیط زیر آب جهانی هستند، اما بسیاری از آنها به موقعیت محلی بستگی دارد.

آب مایع در بیشتر تاریخ زمین این سیاره روی زمین وجود داشته است. تصور می‌شود که محیط زیر آب محل منشأ حیات روی زمین است، و این منطقه زیست‌محیطی حیاتی‌ترین منطقه برای حمایت از حیات و زیستگاه طبیعی اکثر موجودات زنده است. چندین شاخه از علم به مطالعه این محیط یا بخش‌ها یا جنبه‌های خاص آن اختصاص دارد.

تعدادی از فعالیت‌های انسانی در قسمت‌های قابل دسترس تر محیط زیر آب انجام می‌شود. اینها شامل تحقیق، غواصی در زیر آب برای کار یا تفریح و جنگ زیر آب با زیردریایی‌ها می‌شود. از بسیاری جهات با انسان دشمنی می‌کند و اغلب غیرقابل دسترس است و بنابراین نسبتاً کمی کشف شده است.

## وسعت

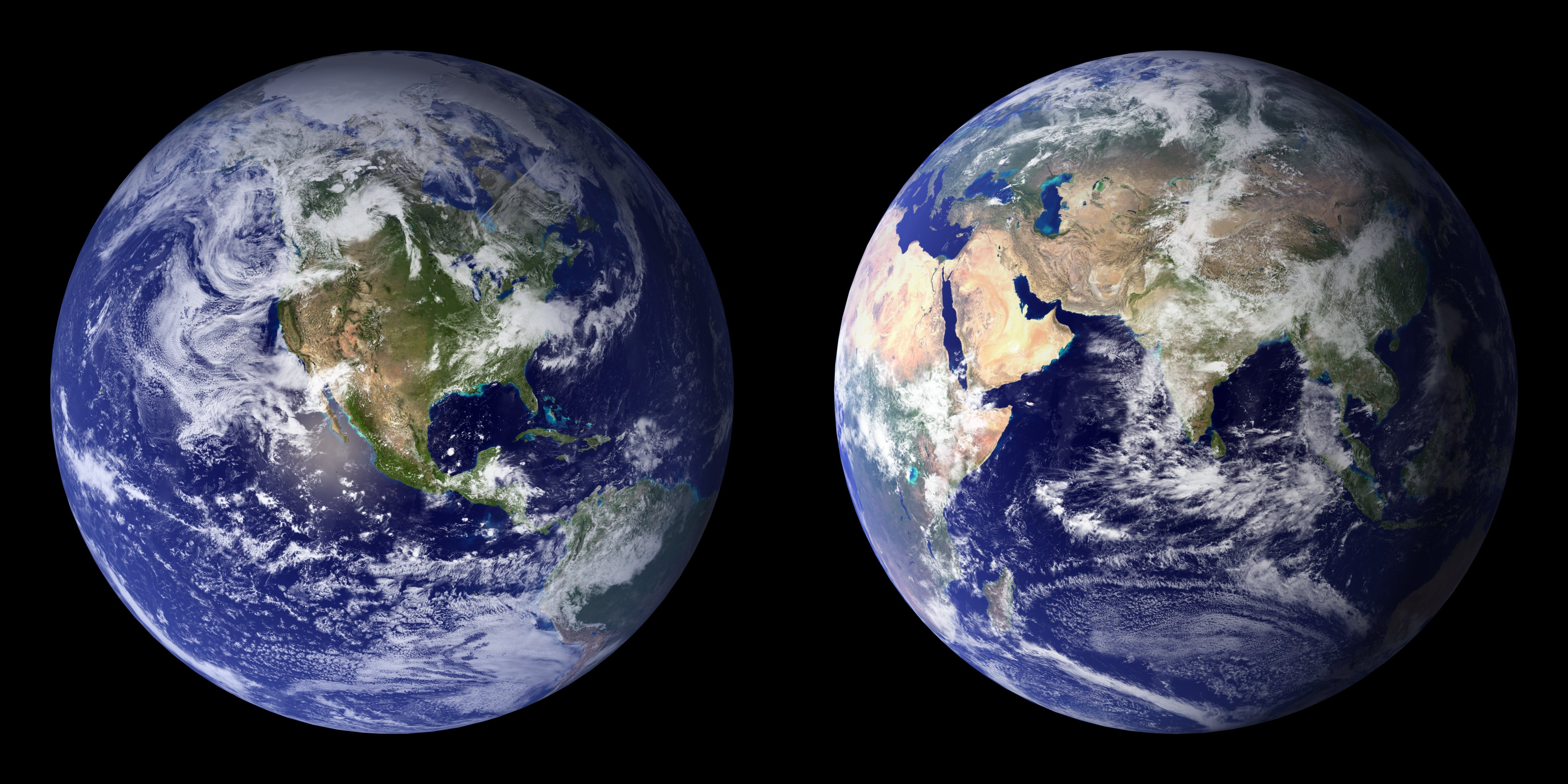
اقیانوس قابل مشاهده‌ترین قسمت زمین از فضا است

سه چهارم سیاره زمین را آب پوشانده است. بیشتر سطح جامد این سیاره دشت مغاکی است که در اعماق بین ۴۰۰۰ تا ۵۵۰۰ متر (۱۳۱۰۰ تا ۱۸۰۰۰ فوت) زیر سطح اقیانوس‌ها قرار دارد. محل سطح جامد این سیاره که نزدیک‌ترین نقطه به مرکز ژئوئید است، چلنجر دیپ است که در خندق ماریانا در عمق ۱۰۹۲۴ متری (۳۵۸۴۰ فوت) قرار دارد. قسمت کوچکتری از سطح توسط توده‌های آب شیرین و حجم زیادی از آب زیرزمینی در سفره‌های زیرزمینی پوشیده شده است. محیط زیر آب از بسیاری جهات با انسان دشمنی دارد و بنابراین کمتر مورد کاوش قرار گرفته است. می‌توان آن را با سونار ترسیم کرد، یا مستقیم‌تر از طریق زیردریایی‌های سرنشین‌دار، کنترل‌شده از راه دور یا زیردریاپیما کاوش کرد. کف اقیانوس‌ها از طریق سونار مورد بررسی قرار گرفته‌اند تا دست کم وضوح بالایی داشته باشند؛ به ویژه مناطق استراتژیک با جزئیات نقشه‌برداری شده‌اند تا به هدایت و تشخیص زیردریایی‌ها کمک کنند، اگرچه نقشه‌های حاصل ممکن است طبقه‌بندی شوند.

### اقیانوس‌ها و دریاها
اقیانوس مجموعه ای از آب است که قسمت اعظم هیدروسفر سیاره را تشکیل می‌دهد. در زمین، اقیانوس یکی از تقسیمات متعارف اصلی اقیانوس جهانی است. اینها به ترتیب نزولی بر اساس منطقه، اقیانوس آرام، اقیانوس اطلس، اقیانوس هند، اقیانوس منجمد جنوبی (قطب جنوب) و اقیانوس منجمد شمالی هستند. کلمه «اقیانوس» اغلب به جای «دریا» در انگلیسی آمریکایی استفاده می‌شود. به بیان دقیق، دریا مجموعه ای از آب است (به‌طور کلی تقسیمی از اقیانوس جهانی) که به‌طور کامل یا جزئی توسط خشکی محصور شده است، اگرچه «دریا» به اقیانوس‌ها نیز اشاره دارد.

آب شور تقریباً ۳۶۱٬۰۰۰٬۰۰۰ کیلومتر مربع (۱۳۹٬۰۰۰٬۰۰۰ مایل مربع) را پوشش می‌دهد و معمولاً به چندین اقیانوس اصلی و دریاهای کوچکتر تقسیم می‌شود که اقیانوس تقریباً ۷۱٪ از سطح زمین و ۹۰٪ از زیست‌کره زمین را پوشش می‌دهد. اقیانوس شامل ۹۷ درصد از آب زمین است و اقیانوس‌نگاری اعلام کرده‌اند که کمتر از ۵ درصد از اقیانوس جهانی اکتشاف شده است. حجم کل تقریباً ۱٫۳۵ میلیارد کیلومتر مکعب (۳۲۰ میلیون مایل مکعب) با عمق متوسط نزدیک به ۳۷۰۰ متر (۱۲۱۰۰ فوت) است.

### دریاچه‌ها، برکه‌ها و رودخانه‌ها
دریاچه منطقه ای پر از آب است که در یک فرورفتگی قرار دارد و توسط خشکی احاطه شده است، جدا از هررودخانه یا خروجی دیگری که برای تغذیه یا زهکشی دریاچه خدمت می‌کند. دریاچه‌ها روی خشکی قرار دارند و جزئی ازاقیانوس نیستند و بنابراین از تالاب‌ها متمایز هستند و همچنین بزرگتر و عمیق‌تر از برکه‌ها هستند، اگرچه هیچ تعریف رسمی یا علمی وجود ندارد. دریاچه‌ها را می‌توان با رودخانه‌ها یا جویبارها که معمولاً جاری هستند مقایسه کرد. بیشتر دریاچه‌ها توسط رودخانه‌ها و نهرها تغذیه و تخلیه می‌شوند. دریاچه‌های طبیعی به‌طور کلی در مناطق کوهستانی، مناطق شکاف و مناطقی با یخبندان مداوم یافت می‌شوند. دریاچه‌های دیگر در حوضه‌های اندورهیک یا در امتداد مسیر رودخانه‌های بالغ یافت می‌شوند. در برخی از نقاط جهان، به دلیل الگوهای زهکشی آشفته باقی مانده از آخرین عصر یخبندان، دریاچه‌های زیادی وجود دارد. همه دریاچه‌ها در مقیاس‌های زمانی زمین‌شناسی موقت هستند، زیرا به آرامی با رسوبات پر می‌شوند یا از حوضه حاوی آنها بیرون می‌ریزند. بسیاری از دریاچه‌ها مصنوعی هستند و برای مصارف صنعتی یا کشاورزی، تولید برق آبی یا تأمین آب خانگی، یا برای اهداف زیبایی شناختی، تفریحی یا فعالیت‌های دیگر ساخته می‌شوند.

برکه فضایی پر از آب طبیعی یا مصنوعی است که کوچکتر ازدریاچه است. ممکن است به‌طور طبیعی در دشت‌های سیلابی به عنوان بخشی از یک سیستم رودخانه ای ایجاد شود، یا یک فرورفتگی تا حدودی ایزوله باشد (مانند دیگچال، آبگیر بهاری، یا چاله چمنزار). ممکن است حاوی آب کم عمق با گیاهان و جانوران مردابی و آبزی باشد. حوضچه‌ها اغلب توسط انسان ساخته می‌شوند یا فراتر از عمق و محدوده اصلی خود گسترش می‌یابند. حوضچه‌ها در میان کاربردهای فراوان، آب مورد نیاز کشاورزی و دام‌ها را تأمین می‌کنند، به احیای زیستگاه کمک می‌کنند، به عنوان جوجه کشی ماهی عمل می‌کنند، اجزای معماری منظر هستند، ممکن است انرژی حرارتی را به عنوان برکه خورشیدی ذخیره کنند، و فاضلاب را به عنوان حوضچه تصفیه تصفیه می‌کنند. حوضچه‌ها ممکن است شیرین، آب شور یا آب لب‌شور باشند.

رودخانه یک جریان طبیعی جریان آب است که معمولاً آب شیرین است که تحت تأثیر گرانش دراقیانوس، دریاچه، رودخانه دیگر یا داخل زمین جریان دارد. رودخانه‌های کوچک را می‌توان با استفاده از نام‌هایی مانند نهر، جویبار، آب‌باریکه و رودخانه نام برد. هیچ تعریف رسمی برای اصطلاح عمومی رودخانه که در مورد ویژگی‌های جغرافیایی به کار می‌رود وجود ندارد. رودخانه‌ها بخشی از چرخه آب هستند. آب به‌طور کلی در رودخانه از بارندگی در یک حوضه آبریز از رواناب سطحی و منابع دیگر مانند تغذیه آب‌های زیرزمینی، چشمه‌ها و انتشار آب ذخیره شده در یخ و برف طبیعی جمع می‌شود. پوتامولوژی مطالعه علمی رودخانه‌ها است، در حالی که آبگیرشناسی مطالعه آب‌های داخلی به‌طور کلی است.

### آب قنات
آبخوان لایه‌ای زیرزمینی از سنگ‌های قابل نفوذ آب، شکستگی‌های سنگ یا مواد غیراستحکام یافته (شن، ماسه یا لای) است. مطالعه جریان آب در آبخوان‌ها و توصیف آبخوان‌ها هیدروژئولوژی نامیده می‌شود. اگر یک لایه نفوذ ناپذیر بر روی آبخوان قرار گیرد، فشار می‌تواند باعث تبدیل آن به آبخوان محدود شود.

 آبخوان‌ها ممکن است به عنوان متخلخل یا کارست طبقه‌بندی شوند، که در آن یک آبخوان متخلخل حاوی آب در فضاهای بین دانه‌های یک رسوب یا سنگ سست (معمولاماسه یا ماسه‌سنگ)است، در حالی که یک آبخوان کارست عمدتاً حاوی آب در حفره‌های نسبتاً بزرگ در سنگ نسبتاً نفوذناپذیر مانند سنگ آهک یا دولومیت است.

غارهای پر از آب را می‌توان به دو دسته فعال و غیرفعال طبقه‌بندی کرد: غارهای فعال آب جاری در خود دارند؛ غارهای فعالی که آب ندارند، هرچند ممکن است آب در آن‌ها حفظ شود. انواع غارهای فعال عبارتند از: غارهای ورودی ("که یک نهر در آن فرومی‌رود")، غارهای خروجی ("که یک نهر از آن بیرون می‌آید")و غارهای میانی ("که توسط یک نهر عبور می‌کند").

### بدنه‌های مصنوعی آب
یک مخزن، معمولاً یک دریاچه طبیعی یا مصنوعی بزرگ شده، برکه یا حوضچه ای است که با استفاده از یکسد یا سد سلولی برای ذخیره آب ایجاد می‌شود. مخازن می‌توانند به چند روش ایجاد شوند، از جمله کنترل یک آبراهه که بدنه موجود آب را زه کشی می‌کند، قطع یک آبراهه برای تشکیل یک آبراهه درون آن، از طریق خاکبرداری، یا دیوار حائل ساختمان یا خاکریز‌ها. کانال‌ها آبراه‌های مصنوعی هستند که ممکن است دارای سدها و قفل‌هایی باشند که مخازنی با جریان جریان کم سرعت ایجاد می‌کنند.

## خصوصیات فیزیکی
آب یک ماده شیمیایی شفاف، بی مزه، بی بو و تقریباً بی‌رنگ است. فرمول شیمیایی آن H2O است، به این معنی که هر یک از مولکول‌های آن حاوی یک اکسیژن و دو اتم هیدروژن است که با پیوند کووالانسی به هم متصل شده‌اند. آب نام حالت مایع H2O در شرایط استاندارد دما و فشار محیط است. آب در سطح زمین به‌طور مداوم در چرخه آب تبخیر، تعرق (تبخیر و تعرق)، تراکم، بارندگی و رواناب حرکت می‌کند و معمولاً به دریا می‌رسد. آب به ندرت به صورت خالص وجود دارد، تقریباً همیشه حاوی مواد محلول و معمولاً مواد دیگری به صورت معلق است.

### تراکم

چگالی یخ و آب به عنوان تابعی از دما

چگالی آب حدود ۱ گرم در سانتی‌متر مکعب است (۶۲ پوند بر فوت مکعب) چگالی با دما تغییر می‌کند، اما نه خطی: با افزایش دما، چگالی به حداکثر ۳٫۹۸ درجه سانتی گراد (۳۹٫۱۶ درجه فارنهایت) افزایش می‌یابد و سپس کاهش می‌دهد؛ این غیر معمول است. یخ معمولی و شش ضلعی نیز چگالی کمتری نسبت به آب مایع دارد - با انجماد، چگالی آب حدود ۹ درصد کاهش می‌یابد. این اثرات به دلیل کاهش حرکت حرارتی با خنک شدن است که به مولکول‌های آب اجازه می‌دهد پیوندهای هیدروژنی بیشتری تشکیل دهند که از نزدیک شدن مولکول‌ها به یکدیگر جلوگیری می‌کند. در حالی که در دمای زیر ۴ درجه سانتیگراد، شکستن پیوندهای هیدروژنی به دلیل گرما دادن به مولکولهای آب اجازه می‌دهد تا با وجود افزایش حرکت حرارتی (که تمایل به انبساط مایع را دارد)، به مولکولهای آب نزدیکتر شوند، آب بالای ۴ درجه سانتیگراد با افزایش دما منبسط می‌شود. چگالی آب نزدیک به نقطه جوش حدود ۴ درصد کمتر از آب در دمای ۴ درجه سانتیگراد (۳۹ درجه فارنهایت) است.

توزیع دما در یک دریاچه در تابستان و زمستان

منحنی چگالی غیرعادی و چگالی کمتر یخ نسبت به آب برای حیات حیاتی است - اگر آب در نقطه انجماد متراکم‌ترین بود، در زمستان آب بسیار سرد در سطح دریاچه‌ها و دیگر آب‌ها غرق می‌شد، دریاچه می‌توانست از پایین به بالا، یخ بزند و تمام زندگی در آنها کشته خواهد شد. علاوه بر این، با توجه به اینکه آب عایق حرارتی خوبی است (به دلیل ظرفیت گرمایی آن)، ممکن است برخی از دریاچه‌های یخ زده در تابستان به‌طور کامل آب نشوند. لایه یخی که روی آن شناور است، آب زیرین را عایق می‌کند. آب در حدود ۴ درجه سانتیگراد (۳۹ درجه فارنهایت) نیز به پایین فرومی‌رود، بنابراین دمای آب در پایین ثابت نگه داشته می‌شود (نمودار را ببینید).

چگالی آب دریا به میزان نمک محلول و همچنین دما بستگی دارد. یخ هنوز در اقیانوس‌ها شناور است، در غیر این صورت از پایین به بالا یخ می‌زنند. محتوای نمک نقطه انجماد را حدود ۱٫۹ درجه سانتیگراد کاهش می‌دهد و دمای حداکثر چگالی آب را تا نقطه انجماد آب شیرین در ۰ درجه سانتیگراد کاهش می‌دهد. به همین دلیل است که در آب اقیانوس، همرفت رو به پایین آب سردتر با انبساط آب مسدود نمی‌شود زیرا در نزدیکی نقطه انجماد سردتر می‌شود. آب سرد اقیانوس‌ها در نزدیکی نقطه انجماد همچنان به غرق شدن ادامه می‌دهد؛ بنابراین موجوداتی که در کف اقیانوس‌های سرد مانند اقیانوس منجمد شمالی زندگی می‌کنند، معمولاً در آب ۴ درجه سانتی‌گراد سردتر از کف دریاچه‌ها و رودخانه‌های آب شیرین یخ زده زندگی می‌کنند.

هنگامی که سطح آب دریا شروع به یخ زدن می‌کند (در دمای ۱٫۹- درجه سانتیگراد برای شوری ۳٫۵٪)، یخی که تشکیل می‌شود اساساً بدون نمک است و تقریباً همان چگالی یخ آب شیرین است. این یخ روی سطح شناور می‌شود و نمکی که «منجمد» می‌شود، به شوری و چگالی آب دریا درست در زیر آن می‌افزاید، در فرآیندی به نام دفع آب نمک. این آب نمک متراکم تر توسط همرفت غرق می‌شود. این امر اساساً یخ آب شیرین را در دمای -۱٫۹ درجه سانتیگراد روی سطح تولید می‌کند. در مقیاس بزرگ، فرایند دفع آب نمک و غرق شدن آب نمک سرد منجر به تشکیل جریان‌های اقیانوسی برای انتقال چنین آبی به دور از قطب‌ها می‌شود که منجر به یک سیستم جهانی از جریان‌ها به نام گردش ترموهالین می‌شود.